# Local TV
Local TV é uma emissora de televisão instalada em Manaus, Amazonas. Opera no canal 50 UHF digital e é afiliada à TV Cultura. A emissora pertence ao empresário Cirilo Anunciação e foi inaugurada em 18 de fevereiro de 2013.

## História
A emissora foi criada com a proposta de ser uma emissora regional com conteúdo jornalísticos e informerciais. Inicialmente operando no canal 49 UHF analógico, a Local TV entra no ar no dia 18 de fevereiro de 2013. Empreendimento de Cirilo Anunciação (cuja família é proprietária da Rede Diário de Comunicação, sendo este empreendimento independente), a emissora tinha programação inteiramente local, inspirando assim seu nome. Sua sede era localizada no prédio da extinta produtora VT-4. Em abril, a emissora entra em crise e demite 84 funcionários, restando somente 12, que estavam com salários atrasados. Em abril de 2014, passa a repetir parte da programação da TV Cultura, que estava há 5 anos sem transmissão na capital desde a troca de afiliação da TV Cultura do Amazonas.
No dia 4 de agosto de 2015, a Rede Floresta Viva Comunicação Ltda. (razão social da Local TV) vence licitação para transmitir em sinal aberto a programação da TV Câmara de Manaus. A empresa ficou responsável por uma transmissão de 36 horas/mês durante 12 meses por um preço mensal de mais de 300 mil reais (quase 4 milhões em apenas um ano).
Em outubro de 2017, a Local TV passa a repetir a Univesp TV no lugar da TV Cultura devido ao retorno da parceria da rede com a TV Cultura do Amazonas. Com a digitalização do sinal, a emissora passa a operar no canal 50 UHF digital. Em 20 de setembro de 2019, a emissora volta a retransmitir a Rede Cultura. Em outubro de 2020, após mais de três meses fora do ar, a Local TV retransmite agora em Full HD a programação da rede paulista.

## Programação
A programação local da emissora inicialmente era produzida pelos blocos jornalísticos, esportivo, entretenimento e videoclipes musicais, um telejornal local e informerciais até 2014. A emissora exibia a Sessão Plenária da Câmara Municipal de Manaus na parte da manhã até maio de 2020, atualmente não tem programação local.